# Beniardà
Beniardà és un municipi de la comarca de la Marina Baixa, al País Valencià.

## Geografia
El seu terme, enclavat entre l'embassament de Guadalest i les serres de la Xortà i la Serrella, té 15,7 km² i el tipisme propi dels municipis muntanyencs. Hi ha paratges com ara la font de la Mesquita o la font Vella i d'altres ideals per a la pràctica del senderisme.

### Límits
El terme limita amb els dels municipis de Benifato, Benimantell i Confrides (a la mateixa comarca); de Castell de Castells (a la Marina Alta); de Castalla (a la comarca de l'Alcoià) i de Famorca (a la comarca del Comtat).

### Accés
Per a arribar a Beniardà cal prendre la CV-70 o carretera d'Alcoi, i desviar-se per la CV-757, a l'altura de Benifato.

## Història
Antiga alqueria musulmana, després de l'ocupació de la zona per tropes cristianes, va continuar mantenint la seua població àrab, que en el moment de l'expulsió es comptabilitzava en poc més de 200 habitants. En 1612 va obtenir parròquia pròpia i en 1637 es va independitzar del Castell de Guadalest.

## Demografia i economia
| 1900 | 1910 | 1920 | 1930 | 1940 | 1950 | 1960 | 1970 | 1981 | 1991 | 2000 | 2005 | 2007 | 2008 |
| ---- | ---- | ---- | ---- | ---- | ---- | ---- | ---- | ---- | ---- | ---- | ---- | ---- | ---- |
| 741  | 580  | 556  | 521  | 509  | 464  | 397  | 314  | 264  | 234  | 205  | 235  | 220  | 258  |

En el cens de 2008 s'hi enregistraren 258 habitants.
La seua economia és exclusivament agrícola amb productes del secà i fruiters.

## Política i govern

### Alcaldia
Des de 2011 l'alcaldessa de Beniardà és Rafaela Llorens Cepas del Partit Socialista del País Valencià (PSPV).
| Període                       | Alcalde o alcaldessa    | Partit polític | Data de possessió | Observacions |
| ----------------------------- | ----------------------- | -------------- | ----------------- | ------------ |
| 1979–1983                     | Cesar Vicedo Bou        | UCD            | 19/04/1979        | --           |
| 1983–1987                     | José Bou Ramón          | AP-PDP-UL-UV   | 28/05/1983        | --           |
| 1987–1991                     | José Bou Ramón          | PDP-CV         | 30/06/1987        | --           |
| 1991–1995                     | José Bou Ramón          | CDS            | 15/06/1991        | --           |
| 1995–1999                     | Fernando Seguí Mansanet | PSPV-PSOE      | 17/06/1995        | --           |
| 1999–2003                     | César Vicedo Bou        | PP             | 03/07/1999        | --           |
| 2003–2007                     | César Vicedo Bou        | PP             | 14/06/2003        | --           |
| 2007–2011                     | César Vicedo Bou        | PP             | 16/06/2007        | --           |
| 2011–2015                     | Rafaela Llorens Cepas   | PSPV-PSOE      | 11/06/2011        | --           |
| 2015–2019                     | Rafaela Llorens Cepas   | PSPV-PSOE      | 13/06/2015        | --           |
| 2019-2023                     | Rafaela Llorens Cepas   | PSPV-PSOE      | 15/06/2019        | --           |
| Des de 2023                   | Rafaela Llorens Cepas   | PSPV-PSOE      | 17/06/2023        | --           |
| Fonts: Generalitat Valenciana |                         |                |                   |              |

### Eleccions municipals de 2011
| Candidatura | Candidatura                               | Cap de llista         | Vots | Regidors | % vots |
| ----------- | ----------------------------------------- | --------------------- | ---- | -------- | ------ |
|             | Partit Socialista del País Valencià       | Rafaela Llorens Cepas | 74   | 4        |        |
|             | Partit Popular de la Comunitat Valenciana | Isabel Vidal Pou      | 61   | 1        |        |
| Total       | Total                                     | 1131                  | 1131 | 9        |        |

## Edificis d'interés
El poble manté les arrels àrabs i encara es poden trobar restes de muralla.
Del seu patrimoni cal citar:
- Església de Sant Joan Baptista, del segle xvi.
- Torre casa àrab. D'origen musulmà, coneguda com La Torre.
- Torre de l'església. Abans degué ser una defensa d'origen musulmà.

## Festes
Les festes patronals se celebren la primera setmana d'agost en honor de la Mare de Déu dels Dolors, patrona del poble, amb cercaviles, sopars populars, espectacles pirotècnics, revetlles, misses i processons.